# O zlatém pokladu
O zlatém pokladu je český pohádkový televizní film z roku 1994, který byl natočen dle předlohy Eduarda Petišky. Příběh je z doby rudolfínské za vlády Rudolfa II. Zdejší primas má dvě dcery - Ráchel a Sáru, kterou již dlouho miluje Mordechaj. Ale protože Mordechaj je chudý, tak se živí jako vetešník. Také vypráví, jak se primasovi jeho chamtivost vymstila a co vše způsobila.

## Děj
Jednoho večera se lakomý primas pražské židovské obce vrací domů z obchodních cest a objeví poklad. Zjeví se Velký duch a Strašný duch, kteří ho varovali. Primas si vezme peníz a už má zle. Oba duchové mu řekli, že nenajde štěstí ani pokoje, dokud ho bude mít u sebe. Dokud se nedostane k pravému majiteli, bude z něj mít zlost, což se i projeví. K primasovi chodí pro veteš Mordechaj Mayzl a ten ho přijme do učení. Primas by chtěl dát Mordechajovi dceru Ráchel, ale přizná se (Mordechaj), že má rád Sáru. Mordechaj si vezme Sáru za ženu. Pak se ale nepohodne s primasem a odchází domů. Pak odejde z otcovského domu Sára. Mordechaj má onen zlatý poklad a ten rozděluje pro potřeby obce. Když budou myslet jen na sebe – poklad se jednou vyčerpá. Když budou myslet na ostatní – bude ho pořád dost. Vše končí usmířením.

## Obsazení
| Mário Kubec        | Mordechaj Mayzl |
| Petr Kostka        | primas          |
| Hana Maciuchová    | primaska        |
| Michaela Kuklová   | Sára            |
| Magdalena Reifová  | Ráchel          |
| Petr Štěpánek      | rabi            |
| Lenka Termerová    | Mayzlová        |
| Jan Přeučil        | Velký duch      |
| Oldřich Vlach      | Strašný duch    |
| Milan Stehlík      | strážný         |
| Martin Velda       | kočí            |
| Ivana Vondrovicová | zákaznice       |
| Zuzana Šavrdová    | sousedka        |
| Svatopluk Mikeska  | šlechtic        |
| Viktor Feuerlicht  | kantor          |